# Léon Maccas
Ne doit pas être confondu avec Léon Maka.
Léon Maccas ou Makkás (en grec moderne : Λέων Μακκάς) est né le 24 juin 1892 à Athènes en Grèce et mort le 2 juillet 1971 dans cette même ville. 
C'est un homme politique, un diplomate et un haut fonctionnaire grec, qui a été cinq fois ministre et plusieurs fois député entre 1928 et 1955. Il a par ailleurs, publié plusieurs ouvrages en français.

## Source
- « MACCAS Léon », sur Comité des travaux historiques et scientifiques de l’École nationale des chartes, 2 décembre 2013 (consulté le 26 février 2022).